# (2077) Kiangsu
(2077) Kiangsu est un astéroïde de la ceinture principale aréocroiseur.

## Description
(2077) Kiangsu est un astéroïde aréocroiseur. Il présente une orbite caractérisée par un demi-grand axe de 2,33 UA, une excentricité de 0,30 et une inclinaison de 28,1° par rapport à l'écliptique.

## Compléments